# Kurt Hueck
Kurt Hueck (16 de enero de 1897 - 28 de julio de 1965 Buenos Aires) fue un botánico alemán.

## Biografía
De 1921 a 1925, estudia historia natural y botánica en la Universidad de Berlín, teniendo como profesores, entre otros, a Ludwig Diels (1874–1945) y Hermann Reimers.
En 1925 se convirtió en PhD.. El tema de su tesis era  estudios de vegetación en pantanos Brandenburgeischen . De 1924 a 1944 trabajó como investigador asociado del Centro Nacional para el Patrimonio Natural y la Agencia del Reich para la Conservación de la Naturaleza. 1933 habilitación en la Universidad Agrícola de Berlín. De 1933 a 1934, es Privatdozent de botánica en la Escuela de Agricultura y 1934-1937 en la Universidad de Berlín. En 1937, la licencia de enseñanza le fue revocada porque estaba casado con la hija del astrónomo Simon Archenhold, que era judía, y se negó a divorciarse de ella.
De 1946 a 1948 fue profesor de agricultura y botánica forestal y director del Instituto de Botánica Agrícola de la Universidad de Berlín.
De 1949 a 1953 fue profesor de botánica en el Instituto Miguel Lillo de la Universidad Nacional de Tucumán, Argentina, donde Hermann Otto Sleumer trabajó. De 1953 a 1956 fue profesor de botánica en el Dto, de Botánica de la Universidad de São Paulo, Brasil, y de 1956 a 1959 profesor de botánica en el Instituto Forestal Latinoamericano de Investigación y Capacitación, en Mérida (Venezuela).
En 1960, regresó a Alemania y fue profesor emérito completo de botánica del Instituto forestal de la Universidad de Múnich. Sus principales campos eran sociología vegetal y geobotánica, y botánica forestal.

## Honores

### Eponimia
Especies
- (Lauraceae) Ocotea hueckii Bernardi[3]